# 스폰서

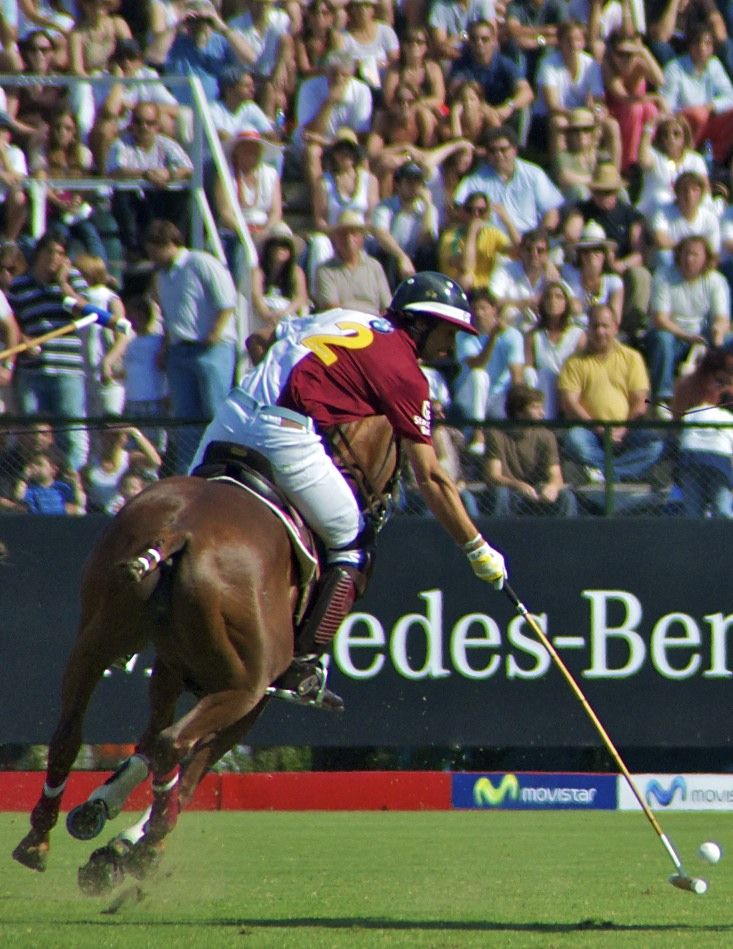
승마 스포츠 자동차 회사의 후원.

스폰서(Sponsor), 또는 광고주, 후원자는 행사·자선사업 등에 기부금을 내어 돕는 사람이나 단체를 뜻한다.
그러나 오늘날 상업 방송국은 광고 수입으로 재정을 충당한다. 따라서 상업 방송국에서 광고주는 방송국의 경영을 보증하고 후원하는 사람이므로, 미국에서 상업 방송이 시작되었을 때 광고주라는 뜻으로 이 말을 사용하게 된 이래 지금은 그러한 의미가 더 강하다

## 용어
대한민국 한국어 순화어 규정에 따라 후원자, 광고 의뢰자, 광고주 등으로 될 수 있으면 순화한 용어를 쓰도록 권장되었다.

## 정의
스폰서십은 해당 자산과 관련된 활용 가능한 상업적 잠재력에 대한 대가로 해당 자산(일반적으로 스포츠, 예술, 엔터테인먼트 또는 목적)에 지불되는 현금 및 현물 수수료이다.
후원받는 자 또는 후원받는 자산은 비영리일 수 있지만 자선 활동과 달리 스폰서십은 상업적 수익을 기대하면서 이루어진다.
스폰서십은 인지도, 브랜드 구축 및 구매 성향을 높일 수 있지만 광고와는 다르다. 광고와 달리 스폰서십은 특정 제품 속성을 전달할 수 없다. 스폰서십에는 지원 요소가 필요하기 때문에 단독으로 사용할 수도 없다.

## 이론
상업적 스폰서십이 어떻게 소비자 청중에게 영향을 미치는지 설명하기 위해 다양한 심리학 및 커뮤니케이션 이론이 사용되었다. 대부분의 사람들은 브랜드(후원을 주는 자)와 이벤트(후원을 받는 자)가 스폰서십을 통해 기억 속에서 연결되고, 결과적으로 브랜드에 대한 생각이 이벤트 연결 연상을 촉발할 수 있다는 개념을 사용한다. 콘웰(Cornwell), 윅스(Weeks) 및 로이(Roy, 2005)는 지금까지 상업적 후원 효과를 설명하는 데 사용된 이론에 대한 광범위한 검토를 발표했다.
스폰서십에 관한 가장 널리 알려진 사실 중 하나는 스포츠 브랜드가 스포츠 행사를 후원하는 것처럼 후원자와 후원자 사이에 논리적 일치가 있을 때 최고의 효과가 달성된다는 것이다. 그러나 콘웰과 동료들의 연구에 따르면 스폰서가 청중에게 후원에 대한 근거를 명확히 설명한다면 논리적 일치가 없는 브랜드라도 적어도 기억 효과 측면에서 여전히 이익을 얻을 수 있음이 나타났다.

## 같이 보기
- 마케팅
- 광고
- 기부
- 코즈마케팅
- 매복 광고
- 명명권
- 스포츠 마케팅